# Olympische Sommerspiele 1988/Leichtathletik – 100 m Hürden (Frauen)

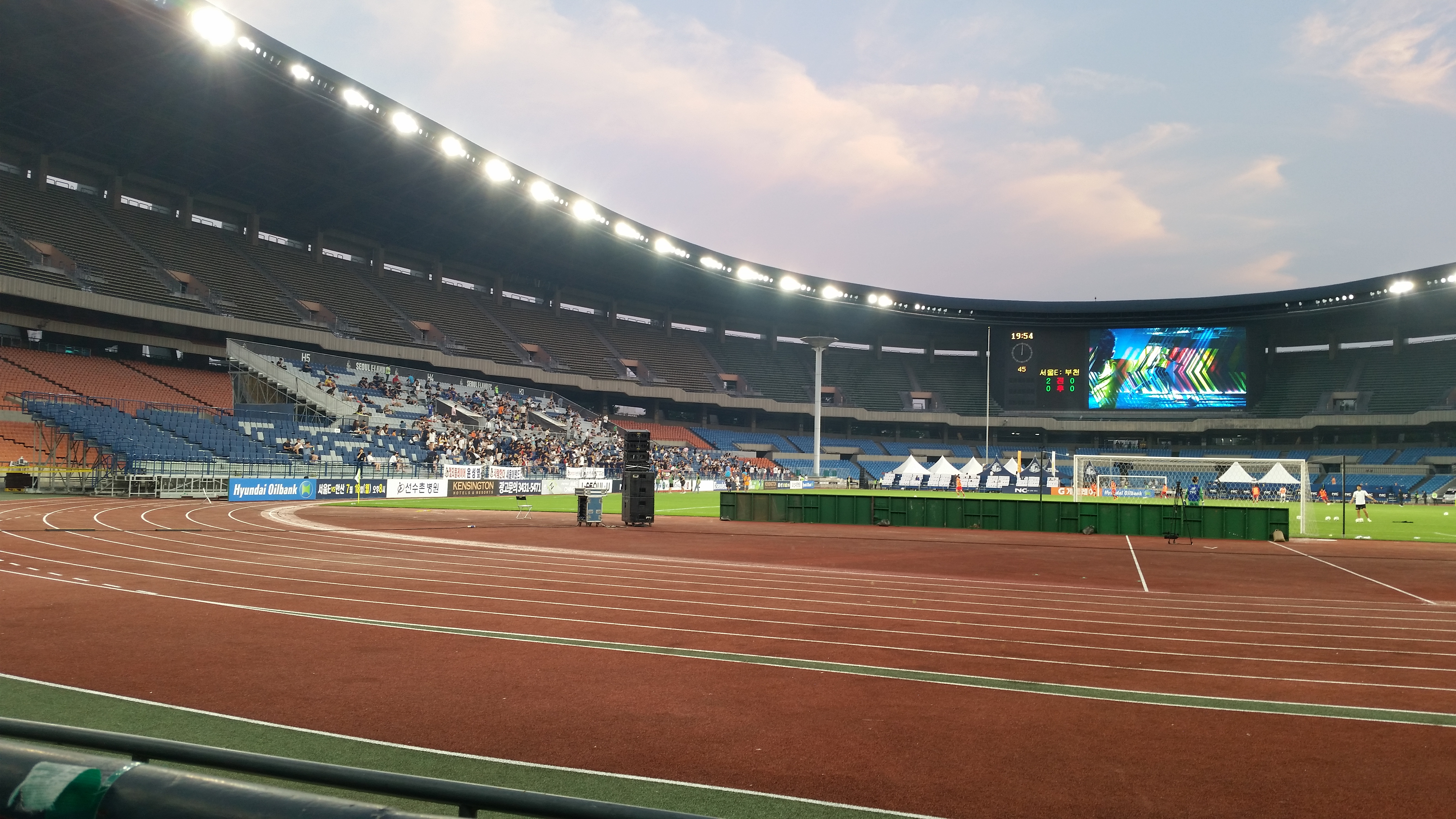
Innenraum des Olympiastadions im Jahr 2016

Der 100-Meter-Hürdenlauf der Frauen bei den Olympischen Spielen 1988 in Seoul wurde am 28., 29. und 30. September 1988 im Olympiastadion Seoul ausgetragen. 36 Athletinnen nahmen teil.
Olympiasiegerin wurde die Bulgarin Jordanka Donkowa. Sie gewann vor Gloria Siebert aus der DDR und Claudia Zaczkiewicz aus der Bundesrepublik Deutschland.
Für die DDR gingen neben der Medaillengewinnerin Siebert Kerstin Knabe und Cornelia Oschkenat an den Start. Knabe schied im Halbfinale aus, Oschkenat erreichte das Finale und wurde Achte.

Die Schweizerin Rita Heggli schied im Viertelfinale aus.

Die Liechtensteinerin Manuela Marxer scheiterte in der Vorrunde.

Läuferinnen aus Österreich nahmen nicht teil.

## Aktuelle Titelträgerinnen
| Olympiasiegerin 1984                      | Benita Fitzgerald-Brown ( USA)      | 12,84 s | Los Angeles 1984  |
| Weltmeisterin 1987                        | Ginka Sagortschewa ( Bulgarien)     | 12,34 s | Rom 1987          |
| Europameisterin 1986                      | Jordanka Donkowa ( Bulgarien)       | 12,38 s | Stuttgart 1986    |
| Panamerikanische Meisterin 1987           | LaVonna Martin ( USA)               | 12,81 s | Indianapolis 1987 |
| Zentralamerika und Karibik-Meisterin 1987 | Sandra Taváres ( Mexiko)            | 13,49 s | Caracas 1987      |
| Südamerika-Meisterin 1987                 | Carmen Bezanilla ( Chile)           | 14,22 s | São Paulo 1987    |
| Asienmeisterin 1987                       | Feng Yinghua ( Volksrepublik China) | 13,56 s | Singapur 1987     |
| Afrikameisterin 1988                      | Maria Usifo ( Nigeria)              | 13,71 s | Annaba 1988       |

## Rekorde

### Bestehende Rekorde
| Weltrekord         | 12,21 s | Jordanka Donkowa ( Bulgarien) | Stara Sagora, Bulgarien                        | 20. August 1988 |
| Olympischer Rekord | 12,56 s | Wera Komissowa ( Sowjetunion) | Finale OS Moskau, Sowjetunion (heute Russland) | 28. Juli 1980   |

### Rekordverbesserungen
Die bulgarische Olympiasiegerin Jordanka Donkowa verbesserte den bestehenden olympischen Rekord zweimal:
- 12,47 s – erstes Viertelfinale am 29. September
- 12,38 s – Finale am 30. September bei einem Rückenwind von 0,2 m/s

## Vorrunde
Datum: 28. September 1988
Die Athletinnen traten zu insgesamt fünf Vorläufen an. Für das Viertelfinale qualifizierten sich pro Lauf die ersten vier Athletinnen. Darüber hinaus kamen die vier Zeitschnellsten, die sogenannten Lucky Loser, weiter. Die direkt qualifizierten Athletinnen sind hellblau, die Lucky Loser hellgrün unterlegt.

### Vorlauf 1
| Platz | Name                | Nation      | Zeit    |
| ----- | ------------------- | ----------- | ------- |
| 1     | Natalija Hryhorjewa | Sowjetunion | 12,96 s |
| 2     | Kerstin Knabe       | DDR         | 13,13 s |
| 3     | LaVonna Martin      | USA         | 13,20 s |
| 4     | Florence Colle      | Frankreich  | 13,32 s |
| 5     | Jane Flemming       | Australien  | 13,53 s |
| 6     | Sandra Taváres      | Mexiko      | 13,81 s |
| 7     | Sainiana Tukana     | Fidschi     | 15,50 s |

### Vorlauf 2
| Platz | Name                  | Nation         | Zeit    |
| ----- | --------------------- | -------------- | ------- |
| 1     | Gloria Siebert        | DDR            | 12,65 s |
| 2     | Ludmila Naroschilenko | Sowjetunion    | 12,76 s |
| 3     | Claudia Zaczkiewicz   | BR Deutschland | 13,00 s |
| 4     | Jacqueline Humphrey   | USA            | 13,24 s |
| 5     | Maria Usifo           | Nigeria        | 13,50 s |
| 6     | Diana Yankey          | Ghana          | 13,64 s |
| DSQ   | Sylvia Dethiér        | Belgien        |         |

### Vorlauf 3
10:40 Uhr
| Platz | Name                 | Nation            | Zeit    |
| ----- | -------------------- | ----------------- | ------- |
| 1     | Marjan Olyslager     | Niederlande       | 13,40 s |
| 2     | Julie Rocheleau      | Kanada            | 13,07 s |
| 3     | Lesley-Anne Skeete   | Großbritannien    | 13,38 s |
| 4     | Rita Heggli          | Schweiz           | 13,72 s |
| 5     | Wen-Ing Chen         | Chinesisch Taipeh | 14,01 s |
| 6     | Agrippina de la Cruz | Philippinen       | 14,36 s |
| DNF   | Ginka Sagortschewa   | Bulgarien         |         |

### Vorlauf 4
10:45 Uhr
| Platz | Name                | Nation              | Zeit    |
| ----- | ------------------- | ------------------- | ------- |
| 1     | Cornelia Oschkenat  | DDR                 | 12,72 s |
| 2     | Liu Huajin          | Volksrepublik China | 13,02 s |
| 3     | Gail Devers-Roberts | USA                 | 13,18 s |
| 4     | Monique Éwanjé-Épée | Frankreich          | 13,18 s |
| 5     | Wendy Jael          | Großbritannien      | 13,32 s |
| 6     | Margaretha Tromp    | Niederlande         | 13,48 s |
| 7     | Bang Shin-hye       | Südkorea            | 13,84 s |
| 8     | Suet Yee Cheung     | Hongkong            | 14,26 s |

### Vorlauf 5
10:50 Uhr
| Platz | Name             | Nation                         | Zeit    |
| ----- | ---------------- | ------------------------------ | ------- |
| 1     | Jordanka Donkowa | Bulgarien                      | 12,89 s |
| 2     | Sally Gunnell    | Großbritannien                 | 13,26 s |
| 3     | Du Juan          | Volksrepublik China            | 13,51 s |
| 4     | Anne Piquereau   | Frankreich                     | 13,56 s |
| 5     | Nancy Vallecilla | Ecuador                        | 13,97 s |
| 6     | Manuela Marxer   | Liechtenstein                  | 14,38 s |
| DSQ   | Tilaka Jinadasa  | Sri Lanka                      |         |
| DNS   | Michele Johnson  | St. Vincent und die Grenadinen |         |

## Viertelfinale
Datum: 29. September 1988
Für das Halbfinale qualifizierten sich in den drei Läufen die jeweils ersten vier Athletinnen. Darüber hinaus kamen die vier Zeitschnellsten, die sogenannten Lucky Loser, weiter. Die direkt qualifizierten Athletinnen sind hellblau, die Lucky Loser hellgrün unterlegt.

### Lauf 1

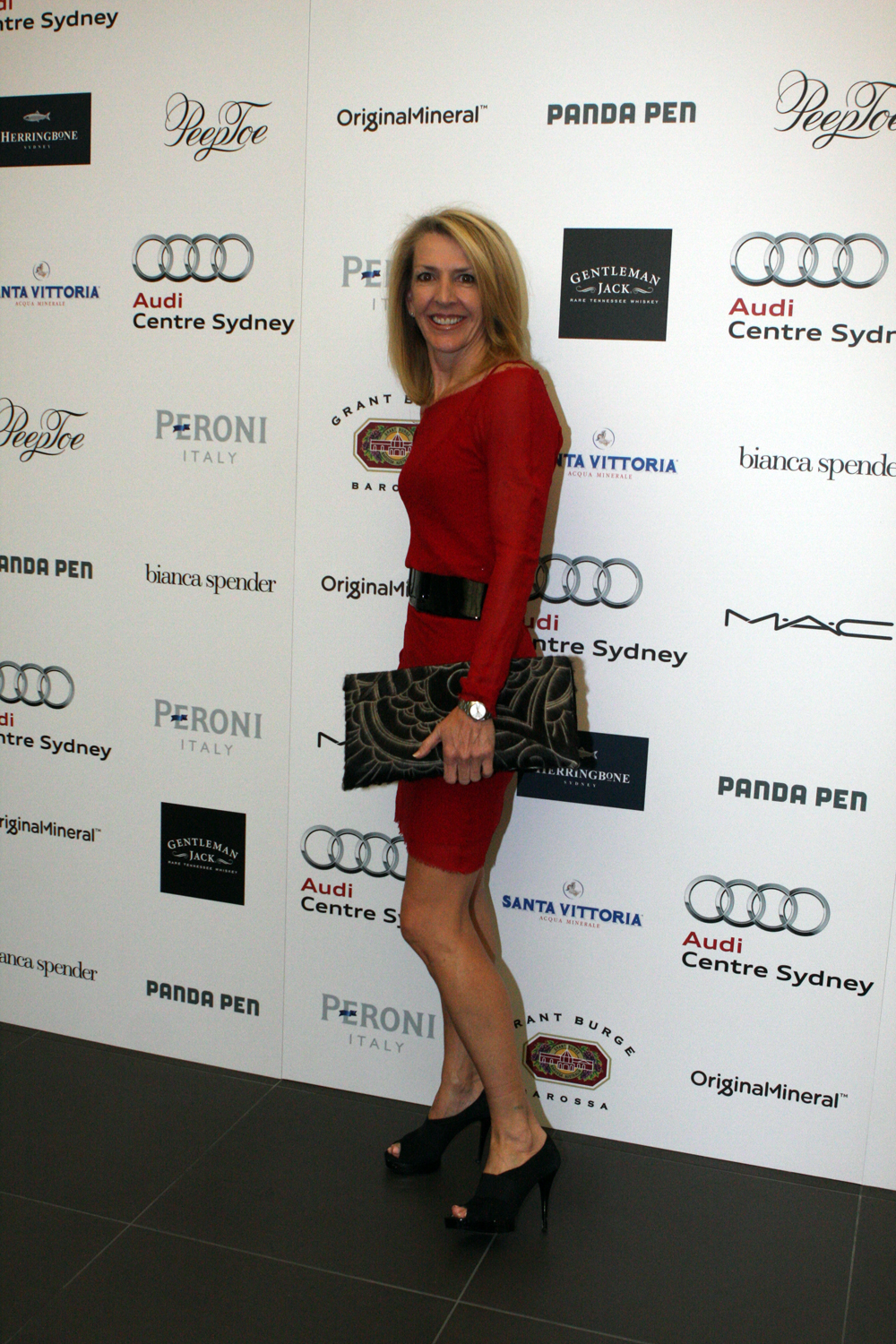
Jane Flemming (Foto: 2012) erreichte das Viertelfinale, verzichtete dort jedoch auf einen Start

15:55 Uhr
| Platz | Name                  | Nation         | Zeit    | Anmerkung |
| ----- | --------------------- | -------------- | ------- | --------- |
| 1     | Jordanka Donkowa      | Bulgarien      | 12,47 s | OR        |
| 2     | Ludmila Naroschilenko | Sowjetunion    | 12,62 s |           |
| 3     | Kerstin Knabe         | DDR            | 12,81 s |           |
| 4     | Julie Rocheleau       | Kanada         | 12,90 s |           |
| 5     | Florence Colle        | Frankreich     | 13,00 s |           |
| 6     | Jacqueline Humphrey   | USA            | 13,25 s |           |
| 7     | Lesley-Anne Skeete    | Großbritannien | 13,27 s |           |
| DNS   | Jane Flemming         | Australien     |         |           |

### Lauf 2
16:00 Uhr
| Platz | Name                | Nation              | Zeit    |
| ----- | ------------------- | ------------------- | ------- |
| 1     | Cornelia Oschkenat  | DDR                 | 12,69 s |
| 2     | Natalija Hryhorjewa | Sowjetunion         | 12,89 s |
| 3     | Marjan Olyslager    | Niederlande         | 13,02 s |
| 4     | Monique Éwanjé-Épée | Frankreich          | 13,10 s |
| 5     | LaVonna Martin      | USA                 | 13,20 s |
| 6     | Wendy Jael          | Großbritannien      | 13,32 s |
| 7     | Du Juan             | Volksrepublik China | 13,58 s |
| 8     | Rita Heggli         | Schweiz             | 13,95 s |

### Lauf 3
16:05 Uhr
| Platz | Name                | Nation              | Zeit    |
| ----- | ------------------- | ------------------- | ------- |
| 1     | Gloria Siebert      | DDR                 | 12,74 s |
| 2     | Claudia Zaczkiewicz | BR Deutschland      | 12,87 s |
| 3     | Sally Gunnell       | Großbritannien      | 13,04 s |
| 4     | Gail Devers-Roberts | USA                 | 13,22 s |
| 5     | Margaretha Tromp    | Niederlande         | 13,42 s |
| 6     | Liu Huajin          | Volksrepublik China | 14,37 s |
| DNF   | Anne Piquereau      | Frankreich          |         |
| DNF   | Maria Usifo         | Nigeria             |         |

## Halbfinale
Datum: 29. September 1988
Für das Finale qualifizierten sich in den beiden Läufen die jeweils ersten vier Athletinnen (hellblau unterlegt).

### Lauf 1

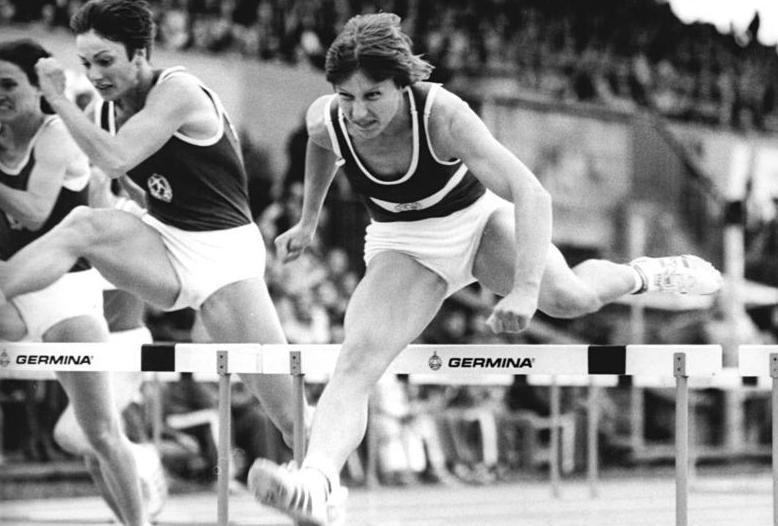
Kerstin Knabe (Mitte) – ausgeschieden als Fünfte des ersten Halbfinals
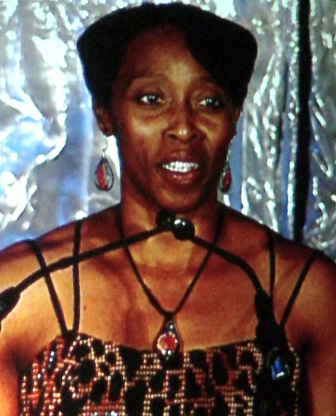
Gail Devers-Roberts (hier im Jahr 2011) – ausgeschieden als Achte des ersten Halbfinals

11:00 Uhr
| Platz | Name                | Nation         | Zeit    |
| ----- | ------------------- | -------------- | ------- |
| 1     | Jordanka Donkowa    | Bulgarien      | 12,58 s |
| 2     | Gloria Siebert      | DDR            | 12,60 s |
| 3     | Julie Rocheleau     | Kanada         | 12,91 s |
| 4     | Florence Colle      | Frankreich     | 12,92 s |
| 5     | Kerstin Knabe       | DDR            | 12,93 s |
| 6     | Lesley-Anne Skeete  | Großbritannien | 13,23 s |
| 7     | LaVonna Martin      | USA            | 13,29 s |
| 8     | Gail Devers-Roberts | USA            | 13,51 s |

### Lauf 2

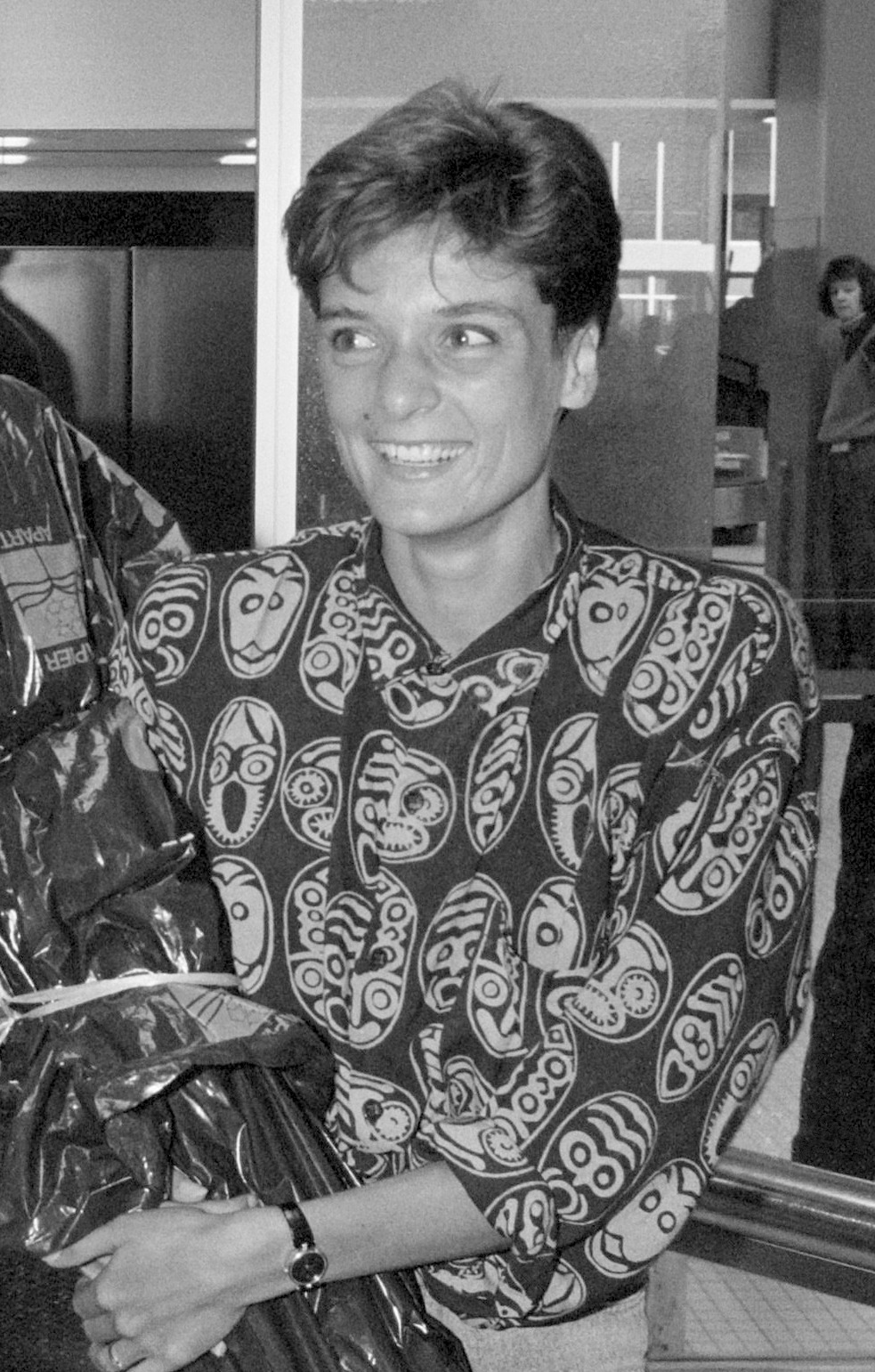
Marjan Olyslager – ausgeschieden als Fünfte des zweiten Halbfinals
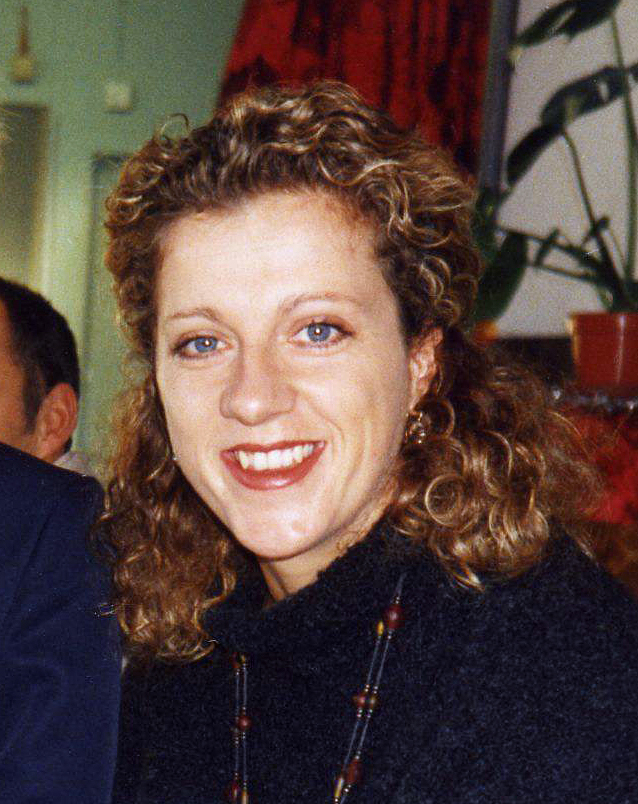
Sally Gunnell, später v. a. sehr erfolgreich über 400 Meter Hürden, scheiterte als Sechste des zweiten Halbfinals

11:05 Uhr
| Platz | Name                  | Nation         | Zeit    |
| ----- | --------------------- | -------------- | ------- |
| 1     | Cornelia Oschkenat    | DDR            | 12,63 s |
| 2     | Claudia Zaczkiewicz   | BR Deutschland | 12,75 s |
| 3     | Natalija Hryhorjewa   | Sowjetunion    | 12,81 s |
| 4     | Monique Éwanjé-Épée   | Frankreich     | 12,95 s |
| 5     | Marjan Olyslager      | Niederlande    | 13,08 s |
| 6     | Sally Gunnell         | Großbritannien | 13,13 s |
| 7     | Jacqueline Humphrey   | USA            | 13,59 s |
| DNF   | Ludmila Naroschilenko | Sowjetunion    |         |

## Finale

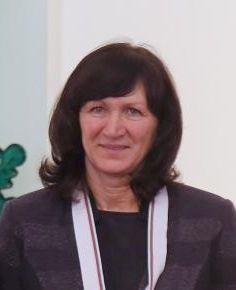
Olympiasiegerin Jordanka Donkowa verbesserte den olympischen Rekord zweimal

Datum: 30. September 1988, 13:10 Uhr
Wind: +0,2 m/s
| Platz | Name                | Nation         | Zeit    | Anmerkung |
| ----- | ------------------- | -------------- | ------- | --------- |
| 1     | Jordanka Donkowa    | Bulgarien      | 12,38 s | OR        |
| 2     | Gloria Siebert      | DDR            | 12,61 s |           |
| 3     | Claudia Zaczkiewicz | BR Deutschland | 12,75 s |           |
| 4     | Natalija Hryhorjewa | Sowjetunion    | 12,79 s |           |
| 5     | Florence Colle      | Frankreich     | 12,98 s |           |
| 6     | Julie Rocheleau     | Kanada         | 12,99 s |           |
| 7     | Monique Éwanjé-Épée | Frankreich     | 13,14 s |           |
| 8     | Cornelia Oschkenat  | DDR            | 13,73 s |           |

Für das Finale hatten sich jeweils zwei Läuferinnen aus der DDR und Frankreich qualifiziert. Komplettiert wurde das Finalfeld durch jeweils eine Athletin aus der Bundesrepublik Deutschland, der Sowjetunion, Bulgarien und Kanada.
Es wurde ein bulgarisches Duell zwischen der Weltmeisterin Ginka Sagortschewa und der Weltrekordlerin Jordanka Donkowa erwartet. Sagortschewa überstand jedoch überraschenderweise die Vorrunde nicht. Die Favoritenrolle lag nun bei Donkowa. Stärkste Konkurrentin sollte Cornelia Oschkenat aus der DDR sein. Doch diese trat im Finale mit einer Oberschenkelverletzung an und hatte so keine Chance auf eine vordere Platzierung.
Nach Ausfall ihrer Hauptgegnerinnen gewann Jordanka Donkowa die Goldmedaille mit klarem Vorsprung in neuer Olympiarekordzeit. Silber ging an die DDR-Läuferin Gloria Siebert, Bronze ziemlich überraschend an Claudia Zaczkiewicz, frühere Claudia Reidick, aus der Bundesrepublik Deutschland. Vierte wurde Natalija Hryhorjewa aus der UdSSR vor der Französin Florence Colle, der Kanadierin Julie Rocheleau und Monique Éwanjé-Épée aus Frankreich. Die verletzte Oschkenat kam als Letzte der acht Starterinnen ins Ziel.
Jordanka Donkowa wurde die erste bulgarische Olympiasiegerin in dieser Disziplin.

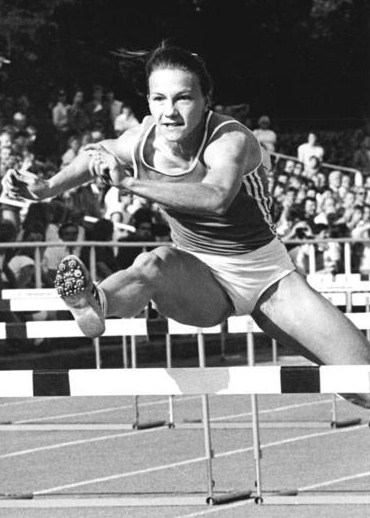
Silbermedaillengewinner Gloria Siebert
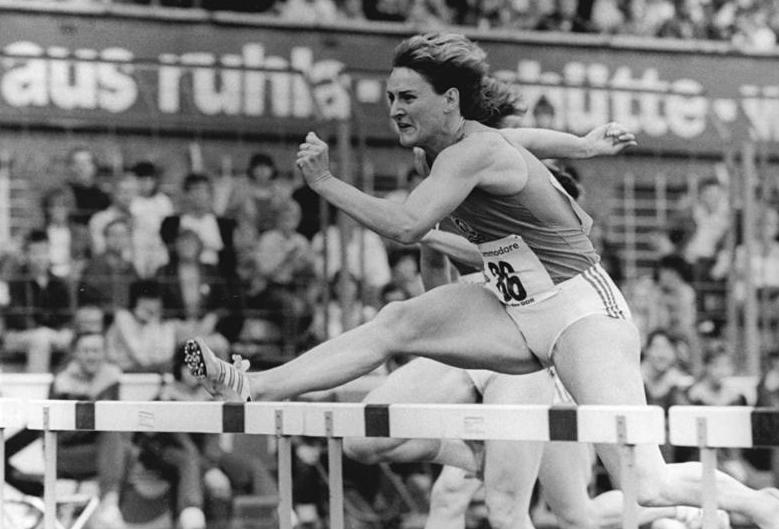
Die achtplatzierte Cornelia Oschnkenat

## Video
- 1988 Seoul Olympic Games Women's 100 Metre Hurdles, veröffentlicht am 12. April 2015 auf youtube.com, abgerufen am 31. Januar 2018